# Константин Йованович
Константин Анастасов Йованович е австрийски архитект от български произход.

## Биография
Роден е на 13 януари 1849 година във Виена, Австрия, в семейството на българския график Анастас Йованович. Някои сръбски източници определят Константин Йованович като сръбски архитект, тъй като семейството му е живяло известно време в Сърбия, когато баща му (родом от Враца) е бил управител на Кралския двор в Белград.
Константин Йованович завършва класическа гимназия във Виена, а през 1870 г. – архитектура като отличник на Политехниката на Цюрих. По-късно живее и работи във Виена, а през най-активните си творчески години работи в Белград и София. Автор е на проекта на Сръбската скупщина (1891 – 1892 г.) в Белград, на Народната банка на Сърбия, на сградата на Народното събрание, храма Свети Сава (Белград), както и на възстановената родна къща на Караджорджевичите в град Топола.
През 1879 г. е поканен от министър-председателя Петко Каравелов да изработи план за възобновяването на София и изработване проект на княжеския дворец. Пристига в България през 1880 г. За престой от няколко години проектира сградите на Първа софийска мъжка гимназия, първата сграда на Висшето училище (сегашната сграда на Факултета по журналистика) в София и сграда на гимназията в Лом. Създател е на първия и основен проект на сградата на Народното събрание в София, тържествено открита на 25 ноември 1884 г.
Константин Йованович е автор на изследване за строежа на църквата „Свети Петър“ в Рим, което е публикувано във Виена.
От 1914 г. до смъртта си живее в Швейцария. Умира в Цюрих на 15 февруари 1923 г.